# Марбург (футбольный клуб)
«Марбург» — немецкий футбольный клуб из города Марбург, Гессен. Клуб основан 13 мая 1905 года как Marburger Fußball Club. В 1908 году получил нынешнее название.

## История клуба
В 1911 году футболисты выиграли в Боннера 6-0, а затем 5-2 в Нюрнберг на их пути к завоеванию первого в истории Akademikermeisterschaft. В финале с счётом 1-0 был побеждён Хольштайн Киль. Клуб принял участие в немецких региональных финалах в конце сезона 1912-13, где они проиграли 7-1 в Униону Дюссельдорф.
Во время Первой мировой войны команда была расформирована и вновь создана в феврале 1919 года. 30 августа 1925 они объединились с Sportvereinigung Kurhessen Марбург и получили название Sportvereinigung VfB 05 Kurhessen. В 1933 году клуб начал играть в Гауглиге Гессен (I). В первом же сезоне клуб не смог удержаться в высшем дивизионе и вылете в низшую лигу, но спустя год он вернулся в Гуглигу. Спустя два сезона клуб вновь вылетел в низший дивизион. 25 сентября 1937 года клуб объединился с ВФЛ Марбург. ВФЛ Марбург не смог вернуться в Гауглигу в 1938 году.
В связи с Второй Мировой Войной клуб на 3 года прекратил своё существование. Их первый послевоенный матч состоялся 9 сентября 1945. Перед 5000 зрителей, клуб стал победителем регионального кубка, победив в финале ФСВ Франкфурт со счётом 2-0. Также клуб победил в Фербандеслиге Гессен (II), где они играли только один сезон.

## Достижения
- Deutscher Akademikermeister (German Academic Champions): 1911
- Оберлига Гессен (III) победитель: 1959
- Ландеслига Гессен-Митте (V) победители: 1985, 1990, 1992, 1999
- Фербандслига Гессен-Митте (VI) победители: 2009